# DNAJA1
DNAJA1 (англ. DnaJ heat shock protein family (Hsp40) member A1) – білок, який кодується однойменним геном, розташованим у людей на короткому плечі 9-ї хромосоми. Довжина поліпептидного ланцюга білка становить 397 амінокислот, а молекулярна маса — 44 868.
| 10         |  | 20         |  | 30         |  | 40         |  | 50         |
| ---------- |  | ---------- |  | ---------- |  | ---------- |  | ---------- |
| MVKETTYYDV |  | LGVKPNATQE |  | ELKKAYRKLA |  | LKYHPDKNPN |  | EGEKFKQISQ |
| AYEVLSDAKK |  | RELYDKGGEQ |  | AIKEGGAGGG |  | FGSPMDIFDM |  | FFGGGGRMQR |
| ERRGKNVVHQ |  | LSVTLEDLYN |  | GATRKLALQK |  | NVICDKCEGR |  | GGKKGAVECC |
| PNCRGTGMQI |  | RIHQIGPGMV |  | QQIQSVCMEC |  | QGHGERISPK |  | DRCKSCNGRK |
| IVREKKILEV |  | HIDKGMKDGQ |  | KITFHGEGDQ |  | EPGLEPGDII |  | IVLDQKDHAV |
| FTRRGEDLFM |  | CMDIQLVEAL |  | CGFQKPISTL |  | DNRTIVITSH |  | PGQIVKHGDI |
| KCVLNEGMPI |  | YRRPYEKGRL |  | IIEFKVNFPE |  | NGFLSPDKLS |  | LLEKLLPERK |
| EVEETDEMDQ |  | VELVDFDPNQ |  | ERRRHYNGEA |  | YEDDEHHPRG |  | GVQCQTS    |

A: Аланін

C: Цистеїн

D: Аспарагінова кислота

E: Глутамінова кислота

F: Фенілаланін

G: Гліцин

H: Гістидин

I: Ізолейцин

K: Лізин

L: Лейцин

M: Метіонін

N: Аспарагін

P: Пролін

Q: Глутамін

R: Аргінін

S: Серин

T: Треонін

V: Валін

Кодований геном білок за функцією належить до шаперонів. 
Білок має сайт для зв'язування з іонами металів, іоном цинку. 
Локалізований у цитоплазмі, ядрі, мембрані, мітохондрії, ендоплазматичному ретикулумі, мікросомах.